# 高木盛之輔
高木 盛之輔（たかぎ もりのすけ/たかき もりのすけ、1854年（安政1年） - 1919年（大正8年）2月19日）は、日本の武士、検察官。会津藩藩士として戊辰戦争を、別働第二旅団の一員として西南戦争を戦った。姉の高木時尾は照姫附き祐筆で、元新撰組副長助勤斎藤一（藤田五郎）に嫁ぐ。福島県立会津高等学校の創立功労者の一人である。

## 生涯

### 戊辰戦争・西南戦争
会津藩高士、家禄300石の高木家に生まれる。高木家は藩大目付を務める家柄であった。会津戦争の当初は伝令を務め、松平容保、定敬兄弟が出陣していた滝沢本陣に危急を報告した。その後年少者で組織された護衛隊に属して篭城戦を戦った。藩降伏後は猪苗代で謹慎生活を送る。この際軍事方水島純の命で同年輩の山川健次郎、赤羽四郎、柴四朗ら五人で謹慎所を脱出し、若松で土佐藩の伴中吉に主君容保、喜徳父子への寛大な措置を嘆願した。処刑もあり得ることを覚悟の上の行動であった。その後東京へ赴き、西南戦争では山川浩陸軍中佐の元で転戦する。戦の最中
と詠んだ。

### その後
戦後は各地の地方裁判所で検察官として勤務し、1911年（明治44年）に検事正で退官する。勤務の傍ら郷里に中学校（旧制）を創設すべく私財を提供し、また会津地方の各地でその必要性を訴え、私立会津中学の開校に結実する。明治の末年には加藤寛六郎と共に見禰山義会の結成を主導し、加藤と共に『正之公政教要録』を校閲している。1913年（大正2年）には会津藩戦死者が埋葬された阿弥陀寺の整備に資金を提供した。
著述に山川浩の伝記『櫻山集』、戊辰戦争時に自刃した伯母沼澤道子の伝記『沼澤道子傳』、『佐川官兵衛父子傳』のほか、戊辰戦争の体験記である『会津籠城中 護衛隊記』がある。会津会会員。墓所は会津若松の善龍寺。

## 関連作品
テレビドラマ
- 『八重の桜』（2013年、NHK大河ドラマ、演：大倉栄人）